# 格雷舍姆 (俄勒冈州)

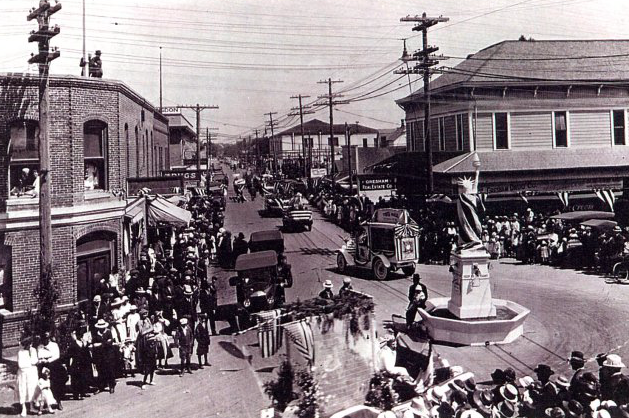
1918年时的格雷舍姆

格雷舍姆（英語：Gresham，/ˈɡrɛʃəm/ GRESH-əm）是位于美国俄勒冈州蒙諾瑪縣的一座城市。该市毗邻俄勒冈州最大城市波特兰，属于波特兰大都会区的一部分。19世纪中期开始有人在此定居，1905年正式成为建制市。其名称源于前美国国务卿葛礼山（Walter Q. Gresham）。
根据2020年人口普查统计，格雷舍姆人口为114,247，是仅次于波特兰、尤金、塞勒姆的俄勒冈州第四大城市。